# Битва при Лехее
Битва при Лехее (390 год до н. э.) — сражение между тяжеловооружёнными спартанскими гоплитами и афинскими пельтастами в ходе Коринфской войны.
Благодаря грамотным тактическим решениям афинского военачальника Ификрата, а также ошибкам спартанского полемарха, мора лакедемонян была уничтожена. Несмотря на то, что сражение при Лехее было одним из многих вооруженных столкновений Коринфской войны, оно имело большие последствия. Впервые прославленные спартанские тяжеловооружённые гоплиты были побеждены лёгкой пехотой. Их поражение имело также значительный моральный эффект, так как разрушало «ореол непобедимости» спартанцев. Битва при Лехее оказала влияние на развитие военного дела. Пельтасты, которые показали свою эффективность, стали неотъемлемой частью войск в последующих сражениях.

## Предшествующие события
Военная кампания Коринфской войны в 390 году до н. э. сосредоточилась на Истмийском перешейке. Спартанские войска и их союзники под командованием царя Агесилая вели боевые действия против Коринфа, базируясь в его главной западной гавани Лехее. В самом Коринфе располагались афинские наёмники.
Согласно давней традиции, союзный спартанцам отряд амиклейцев отправился домой, чтобы отпраздновать Гиакинфии. На тот момент Агесилай оставил командовать гарнизоном в Лехее одного из своих полемархов. Этот военачальник решил проводить амиклейцев до Сикиона с морой всадников и тяжеловооружённых воинов мимо крепости Коринфа. Затем он повернул назад с гоплитами, в то время как гиппармост с всадниками продолжил путь с амиклейцами. Ксенофонт отмечал, что решение полемарха возвращаться мимо Коринфа, в котором находилось множество вражеских воинов, с незначительными силами было, по меньшей мере, беспечным. Возможно, он понадеялся на то, что афиняне и их союзники, как и ранее, не рискнут нападать на спартанцев на открытой местности.
Возвращающуюся спартанскую пехоту заметили из крепости Коринфа стратег афинских гоплитов Каллий и военачальник афинских пельтастов Ификрат. Увидев, что спартанский отряд немногочислен, и при нём нет ни легковооружённых воинов, ни конницы, афиняне решились их атаковать.

## Ход сражения
Описание деталей сражения содержится исключительно в «Греческой истории» Ксенофонта.
Каллий вывел гоплитов из Коринфа и выстроил их в боевой порядок, а пельтасты Ификрата напали на спартанцев и издалека забросали их дротиками, некоторых ранив и убив. Спартанский военачальник приказал щитоносцам подобрать своих пострадавших и отнести их в Лехей, а части войска (воинам старшего призывного возраста) преследовать противника. Однако тяжеловооружённые спартанские пехотинцы не могли причинить вреда более подвижным пельтастам, которые бегством спасались от наступавших спартанцев. Но стоило гоплитам остановиться, пельтасты немедленно атаковали их с фронта и забегали с флангов, бросая в них дротики. Гоплиты были вынуждены остановиться и отступить.
Потеряв несколько воинов в первой атаке, спартанский полемарх приказал следующему отряду (более младшего возраста) преследовать афинян, но результат оказался точно таким же: спартанская пехота несла потери, не в состоянии причинить противнику какой-либо ущерб.
Спартанцы уже потеряли значительную часть войска, когда им на помощь подоспела конница. Однако спартанские кавалеристы действовали нерешительно, опасаясь преследовать пельтастов, и несли потери наравне с гоплитами. Спартанцы становились всё малочисленнее, а афинские пельтасты — всё отважнее.
Спартанцы в полной растерянности отступили и заняли какой-то холм в двух стадиях (чуть более 350 м) от моря и 16—17 стадиях (3 км) от Лехея. Лехейский гарнизон, заметив это, на лодках прибыл к ним на помощь. В это время появились тяжеловооружённые афинские пехотинцы Каллия, и этого оказалось достаточно, чтобы полностью деморализованные спартанцы обратились в бегство. Часть из них бросилась в море, а немногие спаслись в Лехее. Ксенофонт, описавший сражение, приводит численность погибших спартанцев в 250 человек; Диодор Сицилийский писал, что спартанцев «истребили в огромном количестве».
Согласно оценкам О. Риса, мора спартанцев состояла из 600 гоплитов. Численность конницы, которая пришла на помощь, могла составлять 100—120 всадников. Ификрат, по подсчётам историка, командовал не менее чем 1200 пельтастами, а Каллий — 600—700 гоплитами.

## Итоги сражения
Несмотря на то, что битва под Лехеем была одним из многих столкновений Коринфской войны, она имела большие последствия для развития военного дела в Древней Греции. В битве при Лехее прославленные спартанские гоплиты были впервые побеждены новым родом войск — пельтастами. Как отмечает Плутарх в жизнеописании Агесилая: «Такое большое несчастье уже давно не постигало лакедемонян: они потеряли многих славных воинов, причём гоплиты оказались побеждёнными лёгкой пехотой и лакедемоняне — наёмниками». Это привело к тому, что пельтасты, которые показали свою эффективность на поле боя, стали неотъемлемой частью войск в последующие полвека. Г. Парк отмечает, что Ификрат не произвёл какой-либо революции в боевом построении войск или военной тактике. Победа афинян при Лехее была следствием как личностных качеств Ификрата, который нашёл верные тактические приёмы в ходе боя, так и высоких индивидуальной подготовки и боевого духа пельтастов. Несомненно, сражение прославило Ификрата и стало важной вехой в его военной карьере.
Битва имела также значительный моральный эффект для спартанцев и остальных греков, так как поражение лакедемонян разрушило ореол их непобедимости в бою на открытой местности. По утверждению Корнелия Непота, вся Греция восприняла победу афинян «с радостью». Ксенофонт писал, что спартанский царь Агесилай незамедлительно прибыл в Лехей и препроводил остатки разбитой моры в Спарту, оставив взамен неё в городе другой отряд. «Двигаясь на родину, он останавливался в попутных городах, прибывая в них как можно позже и выходя из них как можно раньше. Так он, поднявшись рано утром, вышел из Орхомена и прибыл в Мантинею еще в тот же день в сумерки, — так тяжело было его воинам видеть, как мантинейцы будут радоваться их несчастью». Афинские ораторы, впоследствии, приводили сражение при Лехее среди самых славных побед города наряду с битвами при Марафоне и Саламине. Сам Ификрат был удостоен высших почестей — обеда в пританее и медной статуи.

## В литературе
Битву при Лехее упоминает в историческом романе «Красные плащи» В. Т. Щукин. Писатель передаёт ход сражения по Ксенофонту, единственному источнику, в котором приведена соответствующая информация. Одновременно, В. Т. Щукин воспроизводил вероятную дискуссию в спартанском обществе. Непосредственный участник сражения связывал поражение спартанцев с тем, что их военная организация устарела. В то же время геронты видели в поражении позор рядовых воинов, не вникая в причины, которые к нему привели.

### Исследования
- Дельбрюк Г. История военного искусства в рамках политической истории. — СПб.: Наука, 2001. — Т. I. Античный мир.
- Казеева Е. А., Богатова М. А. Античные источники романа В. Т. Щукина «Красные плащи»: «История Греции» Ксенофонта Афинского // Филологические науки. Вопросы теории и практики. — Тамбов: Нрамота, 2020. — Т. 13, вып. 5. — С. 29—34. — ISSN 1997-2911. — doi:10.30853/filnauki.2020.5.5.
- Кембриджская история древнего мира / под редакцией Д.-М. Льюиса, Дж. Бордмэна, С. Хорнблоуэра, М. Оствальда. Перевод, научное редактирование, примечания А. В. Зайкова. — М.: Ладомир, 2017. — Т. VI. Четвёртый век до нашей эры. Первый полутом. — 720 с. — ISBN 978-5-86218-545-4.
- Маринович Л. П. Греческое наёмничество IV в. до н.э. и кризис полиса / ответственный редактор К. К. Зельин. — М.: Наука, 1975.
- Нефёдкин А. К. Ификратовы пельтасты — перевооружённые гоплиты // PARABELLUM NOVUM: военно-исторический журнал. — 2018. — Вып. 41, № 8. — С. 18—28. — ISSN 2308-9423.
- Парк Г. В. Греческие наёмники. «Псы войны» древней Эллады / Перевод книги Л. А. Игоревский. — М.: Центрполиграф, 2013. — 288 с. — ISBN 978-5-9524-5093-6.
- Суриков И. Е. Античная Греция: политики в контексте эпохи. На пороге нового мира. — М.: Русский фонд содействия образованию и науке, 2015. — 392 с. — ISBN 978-5-91244-140-0.
- Lazenby J. F. The Spartan Army (англ.). — Mechanicsburg, PA: Stackpole Books, 2012. — ISBN 978-0-8117-1084-8.
- Rees O. The Battle of Lechaeum (390 BC) // Great Battles of the Classical Greek World (англ.). — Pen and Sword Military, 2016. — 304 p. — ISBN 1473827299.